# Bataille de Ning-Jin
Transition des Ming aux Qing
Batailles
Unification des Jürchens - Fushun - Qinghe - Sarhu - Kaiyuan - Tieling - Xicheng  - Shen-Liao - Zhenjiang - She-An - Guangning - Ningyuan - Corée (1627) -  Ning-Jin - Jisi - Dalinghe - Wuqiao - Lüshun - Corée (1636) - Song-Jin - Révoltes paysannes - Pékin - Shanhai

La bataille de Ning-Jin est un affrontement entre les Jurchens de la dynastie des Jin postérieurs et les Chinois de la dynastie Ming. Au printemps 1627, Huang Taiji, le nouveau Khan des Jin postérieurs, envahit le territoire des Ming au Liaodong, prenant pour prétexte des constructions illégales effectuées par les Ming sur les terres Jin.

## Situation avant le début du conflit
Le 7 mai 1618, Nurhachi, le Khan des Jin postérieurs, entre ouvertement en rébellion contre la dynastie Ming, dont il était théoriquement le vassal, en proclamant ses Sept Grandes Causes d'irritation, qui sont autant de raisons de rejeter la tutelle Ming sur la Mandchourie.
Ayant préparé sa révolte de longue date, Nurhachi enchaîne les victoires contre les troupes chinoises et vainc les troupes des Ming lors des batailles de Fushun, Qinghe, Sarhu, Kaiyuan et Tieling. Après avoir mis au pas le clan Yihe, ses derniers rivaux au sein du peuple Jürchen, en s'emparant de Xicheng, leur capitale, il parachève sa conquête du Liaodong en s'emparant de nombreuses villes et en détruisant plusieurs armées Ming lors de la bataille de Shen-Liao. Après sa victoire, il transfère sa capitale à Liaoyang, l'ancien siège du pouvoir Ming au Liaodong.
Même si, pendant un bref laps de temps, le général Mao Wenlong réussit à s'emparer du fort Zhenjiang, situé sur les côtes du Liaodong, les Ming n'arrivent pas à véritablement contre-attaquer et reprendre le contrôle des territoires qu'ils ont perdus.
Durant l'automne 1621,une importante rébellion de différentes ethnies non-Han éclate dans les provinces du Sichuan et de Guizhou, ce qui plonge les Ming dans une crise majeure et mobilise une partie non négligeable des ressources militaires de la dynastie au détriment de la défense du nord-est du pays. Le Khan des Jin profite de cet affaiblissement pour s'emparer de la ville de Guangning en 1622 et de la ville portuaire de Lüshun en 1625. Cette série de victoires prend fin en 1626, lorsque le Khan est gravement blessé lors de la défaite des Jin à l'issue de la bataille de Ningyuan. Gravement blessé lors des combats, Nurhachi meurt huit mois plus tard. Son fils et successeur, Huang Taiji, donne l'ordre au général Amin d'attaquer le royaume coréen de Joseon, pendant qu'il prend le commandement d'une armée de 40 000 hommes pour attaquer la cité chinoise de Jinzhou.

## Déroulement des combats
Les Jin postérieurs envahissent les territoires Ming du Liaonin en prenant pour prétexte des constructions illégales effectuées par les Chinois sur leurs terres. La cour Impériale Ming riposte en dépêchant immédiatement une armée de secours de 30 000 hommes.
De son côté, Huang Taiji marche sur Jinzhou à la tête d'une armée de 40 000 hommes. Une fois sur place, il commence par vouloir négocier avec les Ming, mais quand ces derniers refusent de répondre, il attaque la ville. La bataille est serrée et à un moment donné, la tour de garde ouest semble sur le point de tomber, mais le commandant Zhao Shuaijiao rallie les défenseurs dans cette zone et repousse les soldats Jin. Après une demi-journée de combats, Huang sonne la retraite et se retire hors de portée des canons Ming.
Après plusieurs jours passés à attaquer en vain Jinzhou, Huang Taiji décide de tenter sa chance à Ningyuan. Mais, alors qu'il approche de son nouvel objectif Hong est intercepté par une armée Ming commandée par Man Gui, You Shilu et Zu Dashou. Les deux armées engagent le combat, mais il devient vite évident que les Jin sont gravement désavantagés car depuis sa victoire de l'année précédente, Yuan Chonghuan a étendu le réseau défensif depuis Ningyuan, et les renforts Ming sortent rapidement des fortifications pour attaquer les Jin. Pendant ce temps, Yuan dirige personnellement le tir des canonniers en poste sur les murs de Ningyuan, pour aider les forces terrestres en bombardant leurs ennemis. L'armée Jin se désengage après avoir perdu plusieurs milliers d'hommes et se retire à Jinzhou, où Huang Taiji essaye une nouvelle fois de prendre la ville.
Une nouvelle fois, les combats tournent mal pour les Jurchens. Alors que les canons Ming ouvrent le feu sur l'armée Jin, un contingent de cavalerie Ming engage les troupes ennemies par l'arrière, les obligeant à battre en retraite après avoir subi encore plus de pertes. Après avoir rallié son armée, Huang tente un nouvel assaut sur Jinzhou, cette fois-ci en attaquant par le sud tout en feignant de lancer des assauts sur les trois autres cotés. Cette nouvelle tentative s’achève par un ultime échec, les Jin perdant entre 2000 et 3 000 soldats avant de battre en retraite.

## Conséquences
Après cette bataille, Huang Taiji comprend la valeur de l'artillerie et s'efforce de renforcer son armée en y rajoutant le plus possibles d'unités d'artillerie et de soldats équipés d'armes à feu. Cependant, il ne peut pas commencer immédiatement la refonte de son armée, car après la bataille il doit gérer la famine et le banditisme qui sévissent dans le royaume Jin, ce qui le force à distribuer du matériel de secours.
Malgré les succès des Ming au combat, Yuan Chonghuan est destitué pour s'être engagé dans des pourparlers de paix avec les Jin, ce qui leur a permis de rassembler assez de forces pour envahir le royaume de Joseon. Il est finalement réintégré après la mort de l'empereur Tianqi, lorsque l'empereur Chongzhen monte sur le trône le 2 octobre 1627. Au cours de l'été 1628, Yuan annonce qu'il pourrait récupérer tout le Liaodong en seulement cinq ans si la cour accepte de suivre ses plans.
Malheureusement pour lui, à ce moment-là, les ressources financières des Ming sont presque épuisées et le coffre-fort de Taicang ne renferme plus que sept millions de taels. Le royaume Ming souffre également de catastrophes naturelles qui frappent les provinces du Shaanxi, du Shanxi et du Henan. En 1627, une sécheresse généralisée dans le Shaanxi entraîne une famine massive, aucune récolte n'ayant pu avoir lieu. La situation est telle que la population se tourne vers le cannibalisme. Voir le Shaanxi frappé par des catastrophes naturelles n'est pas inhabituel, car au cours des 60 dernières années de la dynastie Ming, il n'y a pas eu une seule année où le Shaanxi n'a pas connu de catastrophe naturelle. Toute la région est une zone de catastrophe naturelle. Shanxi a également souffert de violentes tempêtes, de tremblements de terre et de famines. Dans le sud, le Henan a aussi connu la famine, au point que l'on y dit que "les grains de riz devenaient précieux comme des perles". Les manières mesquines et mercenaires de Chongzhen exacerbent la situation, car il change constamment de grand secrétaire, ce qui empêche une réaction cohérente du gouvernement face à la situation. Le règne de Chongzhen a vu passer environ 50 titulaires successifs au poste de grand secrétaire, ce qui représente les deux tiers de tous les titulaires de ce poste pendant toute la dynastie Ming.
Pour empêcher l'épuisement du trésor impérial, Chongzhen réduit le financement du service postal de Ming, ce qui provoque l'apparition d'un chômage de masse, un grand nombre d'hommes du nord-ouest du pays perdant ainsi leur emploi. Cela contribue à son tour à la détérioration générale du contrôle du gouvernement sur le pays et à la formation de groupes de bandits. Le banditisme devient alors endémique au cours des dernières décennies de l'ère Ming. Au printemps 1628, Wang Jiayin déclenche une révolte dans le Shaanxi avec l'aide de quelque 6 000 partisans, dont Zhang Xianzhong, futur seigneur de guerre dont le règne sanglant va marquer l'histoire du Sichuan. La rébellion ne représente aucune menace pour l'armée Ming, mais en raison du terrain montagneux et accidenté du Shaanxi, l'armée de pacification Ming de 17 000 hommes ne réussit pas à véritablement éradiquer les rebelles.
Un autre groupe de bandits, dirigé par Gao Yingxiang, se révolte et rejoint Wang Jiayin peu de temps après. Au début de 1629, la cour des Ming fait appel à Yang He, un vétéran de la lutte contre les rébellions, qui est nommé Commandant Suprême des Trois Régions Frontalières. Ce qu'il découvre en prenant son poste, c'est que la situation est encore plus terrible qu'elles n'en a l'air. Les salaires des soldats du Shaanxi sont en retard de trois ans, et ses propres soldats désertent pour rejoindre les rebelles. Yang ne réussit pas à réprimer la révolte de Wang Jiayin, qui prend plusieurs forteresses isolées jusqu'en 1630. La politique d'amnistie de Yang à l'égard des paysans qui se rendent est généralement inefficace. En effet, après s’être rendus, ils retournent chez eux et rejoignent d'autres bandes rebelles. Malgré les victoires des Ming lors des combats, les rébellions paysannes restent un problème majeur jusqu'à la fin de la dynastie. Yang He est finalement destitué et arrêté pour inefficacité, avant d’être remplacé par Hong Chengchou, futur déserteur au profit des Qing.
Finalement, la situation est tellement compliquée et critique qu'Yuan Chonghuan ne reçoit que 40 % des fonds qu'il a demandés.